# Battle Cry (Polo G)
Battle Cry è un singolo del rapper statunitense Polo G, pubblicato il 31 gennaio 2019. 

## Tracce
1. Battle Cry – 3:12